# کام‌بک (خودرو)

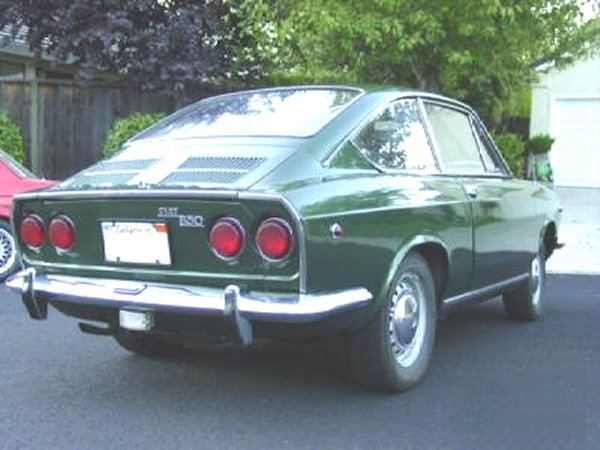
Kammback در یک فیات ۸۵۰ کوپه ۱۹۶۹

کام‌بَک (Kammback) که با نام‌های دُمِ کام یا کی-تیل (K-tail) هم شناخته می‌شود - یک ویژگی طراحی خودرو است که در آن قسمت عقب خودرو قبل از اینکه به‌طور ناگهانی با یک سطح عمودی یا تقریباً عمودی قطع شود، به سمت پایین شیب پیدا می‌کند. طراحی کام‌بک مقاومت آیرودینامیکی را کاهش می‌دهد، در نتیجه بهره‌وری را بهبود داده و مصرف سوخت را کاهش می‌دهد. ضمن اینکه شکل کاربردی خودرو نیز حفظ می‌شود.
کام‌بک به افتخار آیرودینامیک‌دان آلمانی، وونیبالد کام (Wunibald Kamm)، برای کار او در توسعه این طراحی در دهه ۱۹۳۰ نامگذاری شده‌است.
برخی از خودروها طراحی کامبک را بر اساس اصول آیرودینامیک اتخاذ کرده‌اند، در حالیکه برخی دیگر از قسمت دنباله بریدهشده به عنوان یک ویژگی طراحی یا تبلیغاتی استفاده می‌کنند.

## خاستگاه
با افزایش سرعت خودروها در دهه‌های ۱۹۲۰ و ۱۹۳۰، طراحان به مشاهده و به‌کارگیری اصول آیرودینامیک خودرو پرداختند. با افزایش مقاومت آیرودینامیک (یا نیروی پسار)، انرژی بیشتر و در نتیجه سوخت بیشتری برای به حرکت درآوردن وسیله نقلیه مورد نیاز است.
در سال ۱۹۲۲، پل جرای خودرویی را بر اساس نیمرخ قطره‌اشکی (یعنی با دماغه‌ای گرد و انتهایی دراز و مخروطی) برای کمینه‌سازی مقاومت آیرودینامیکی که در سرعت‌های بالاتر ایجاد می‌شود، به ثبت اختراع رساند. [۴][۵] خودروهای استریملاینر (بهینه‌ساز) اواسط دهه ۱۹۳۰ - مانند اتومبیل‌هایی مثل تاترا تی۷۷، کرایسلر ایرفلو و لینکلن زفیر - مطابق با این اکتشافات طراحی شدند.
با این حال، انتهای دراز برای اتومبیل فرمی کاربردی نبود، بنابراین طراحان خودرو به دنبال راه‌حل‌های دیگری بودند. در سال ۱۹۳۵، طراح هواپیمای آلمانی، گئورگ هانس مدلونگ، گزینه‌های جایگزین برای کمینه‌سازی پسار، بدون نیاز به قسمت عقبی کشیده را به نمایش گذاشت. در سال ۱۹۳۶، ایده مشابهی برای خودروها به کار گرفته شد، پس از آنکه بارون راینهارد کونیگ-فاشنفلد یک خط سقف صاف را با انتهای ناگهانی در یک سطح عمودی توسعه داد، که در دستیابی به مقدار کم مقاومت - مشابه یک بدنه استریملاینر - مؤثر بود. او بر روی یک طراحی آیرودینامیک برای اتوبوس کار کرد و کونیگ-فاشنفلد این ایده را به ثبت اختراع رساند. [۹]
کونیگ-فاشنفلد به همراه وونیبالد کام، در دانشگاه اشتوتگارت به بررسی اشکال مختلف خودرو پرداخت تا «مصالحه خوبی بین کاربرد روزمره (مثلاً طول وسیله نقلیه و ابعاد داخلی) و ضریب پسار مطلوب» ارائه دهد. کام، در طرح خود علاوه بر بهره‌وری آیرودینامیک بر پایداری خودرو هم تأکید داشت، و به لحاظ ریاضی و تجربی اثربخشی طراحی را به اثبات رساند. 
در سال ۱۹۳۸ کام یک نمونه اولیه با استفاده از فرم کامبک (Kammback) و براساس بی‌ام‌و ۳۲۸ ساخت. کامبک همراه با دیگر اصلاحات آیرودینامیک، به این نمونه اولیه ضریب پسار ۰٫۲۵ را ارائه کرد. 
اولین خودروهای تولید انبوه که از اصول کامبک استفاده کردند نش ایرفلایت (Nash Airflyte) 1949 تا۱۹۵۱ در ایالات متحده و بورگوارد هانسا ۲۴۰۰ در اروپا بین سال‌های ۱۹۵۲ تا ۱۹۵۵ بودند.

## نظریه آیرودینامیک
ایده‌آل‌ترین شکل برای کمینه‌سازی پسار، شکل «قطره‌اشک» است، شکلی صاف و شبیه به ماهی‌واره. اما به دلیل محدودیت‌های ابعادی این شکل برای وسایل نقلیه جاده‌ای کاربردی نیست. ولی محققان از جمله کام دریافتند که حذف ناگهانی بخش انتهایی [دم] فقط منجر به افزایش بسیار جزئی پسار می‌شود. دلیل این امر آن است که در قسمت عقب خودرو و پشت سطح عمودی، یک منطقه آشفته (منطقه دنباله یا wake region) شکل می‌گیرد. این منطقه دنباله همان اثر انتهای مخروطی و کشیده را ایجاد می‌کند، به این صورت که هوا در جریان آزاد وارد این ناحیه نمی‌شود (و از جدایش جریان لایه مرزی جلوگیری می‌کند). در نتیجه جریان هوای هموار حفظ می‌شود و در نهایت پسار به حداقل می‌رسد.
کام‌بک راه حل نسبی ای برای مسئله برآر آیرودینامیکی ارائه داد، مشکلی که رفته رفته با افزایش سرعت در مسابقات اتومبیل‌رانی در دهه ۱۹۵۰ جدی تر می‌شد. ایده طراحی با دم شیب‌دار برای کاهش پسار در خودروهایی مانند کانینگهام C-5R به حد افراط برده شد و منجر به ایجاد تأثیر ماهی‌واره شد که بخش عقب وسیله نقلیه را در سرعت‌های بالا به سمت بالا می‌کشد و خطر ناپایداری یا از دست دادن کنترل را ایجاد می‌کند. کامبک ضمن ایجاد ناحیه کم فشار در زیر دم، سطح مؤثر برای ایجاد نیروی بالابرنده را کاهش داد.

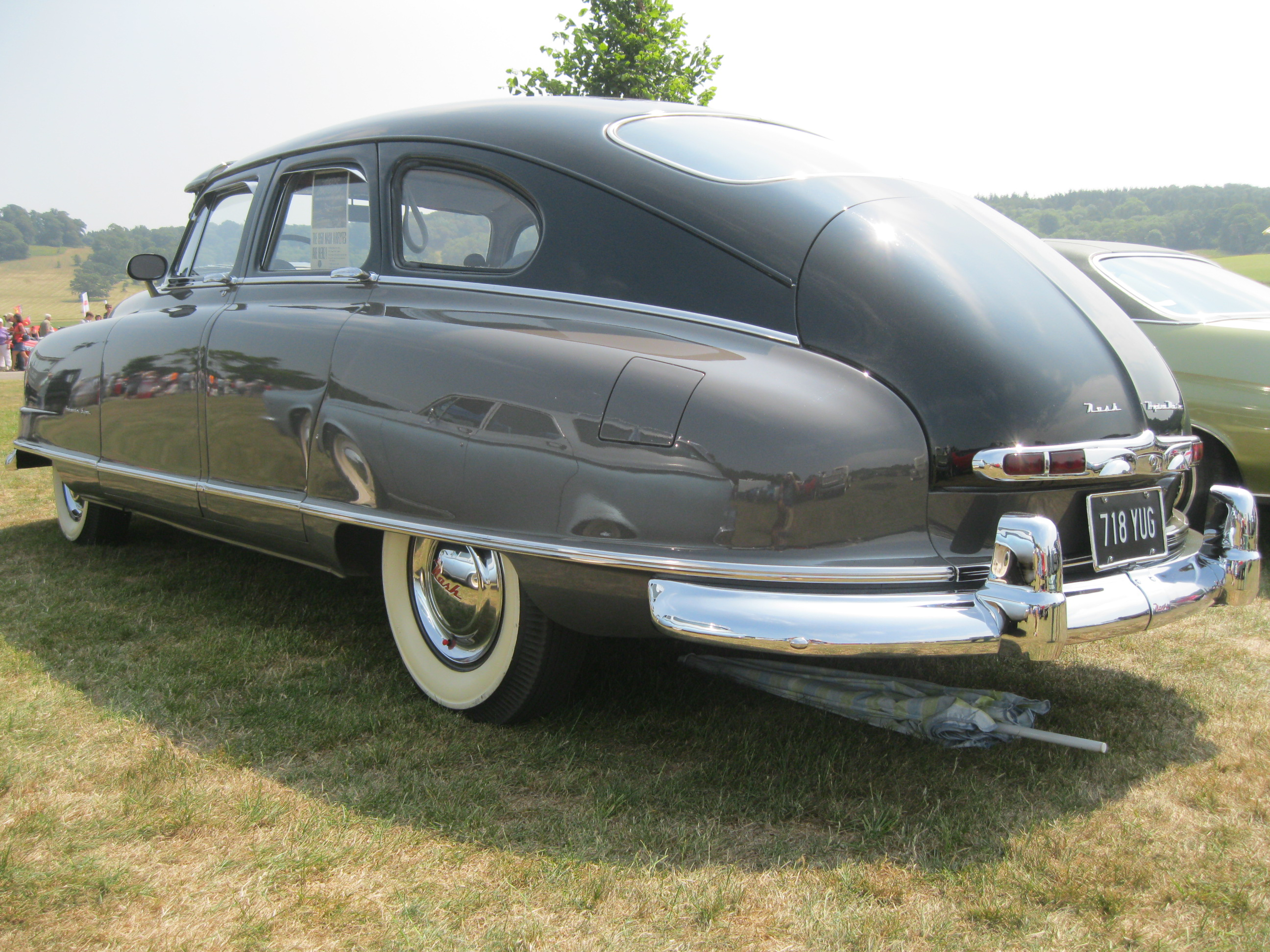
۱۹۵۰ Nash Airflyte

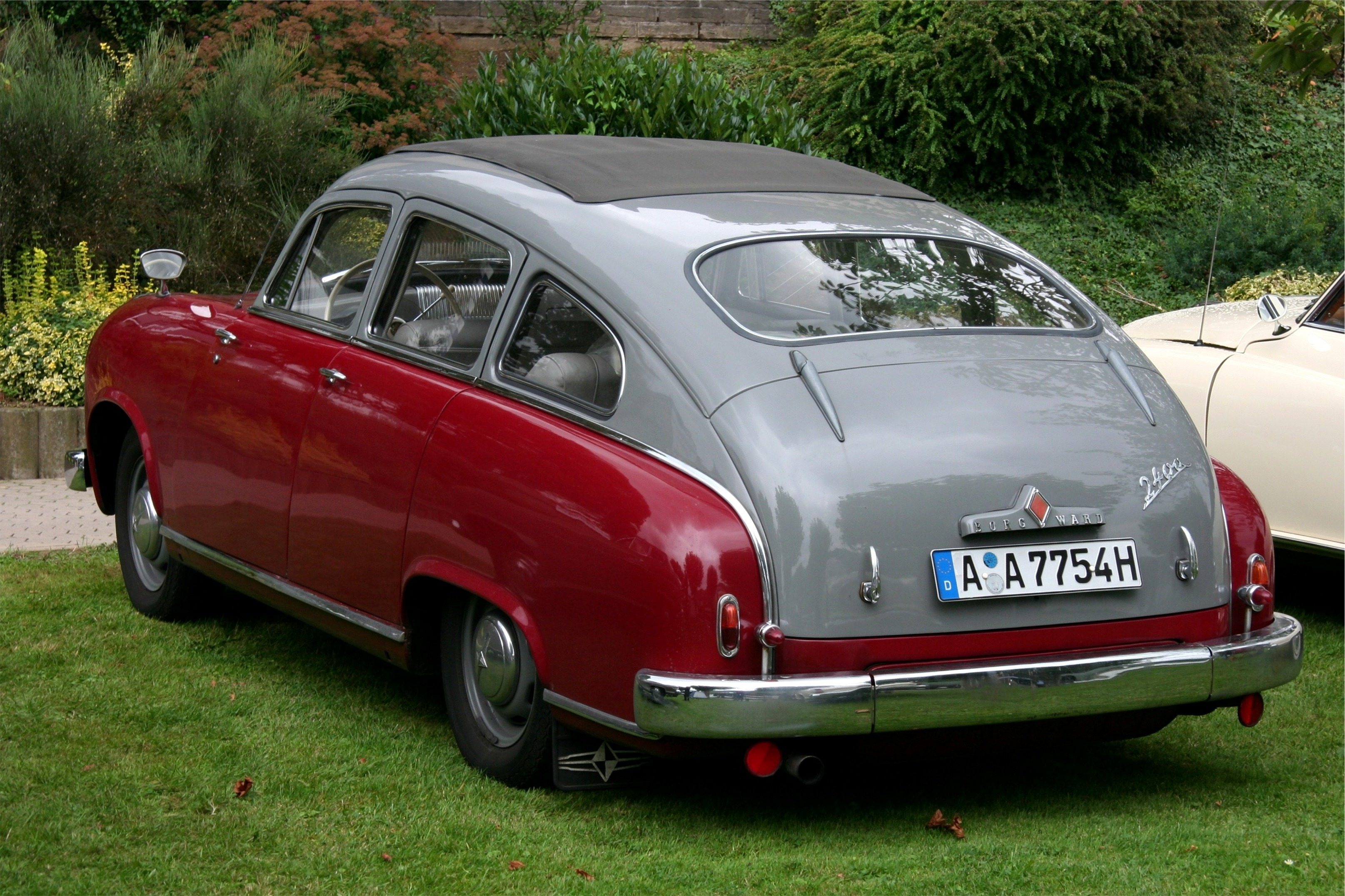
۱۹۵۲ بورگوارد هانزا ۲۴۰۰

## استفاده
برخی مطالعات نشان دادند افزودن اسپویلر عقب به طراحی کامبک مفید نبود، زیرا پسار کلی در زوایای مورد بررسی افزایش پیدا می‌کند. [۱] در سال ۱۹۵۹ طرح کامبک به عنوان روشی ضد-بالارفتن در خودروهای مسابقه‌ای با بدنه کامل مورد استفاده قرار گرفت، و ظرف چند سال در تقریباً تمام اتومبیل‌های اینچنینی به کار گرفته شد. در اوایل دهه ۲۰۰۰ این طراحی مجدداً ظهور پیدا کرد تا راهی برای کاهش مصرف سوخت در خودروهای برقی دوگانه (هیبریدی) ایجاد کند.
چندین خودرو باوجود آنکه طرح آنها به فلسفه آیرودینامیکی کامبک واقعی پایبند نیست، به عنوان کامبک به بازار عرضه شده‌اند. این مدل‌ها شامل شورلت وگا ۱۹۷۱–۱۹۷۷ (Chevrolet Vega) استیشن واگن Kammback , AMC Eagle 1981-1982 Kammback و خودروهای مفهومی «Type K» برپایه پونتیاک فایربرد هستند.
برخی مدل‌ها که به عنوان «کوپه» به بازار عرضه می‌شوند - مانند خودروهای SUV بی‌ام‌و و مرسدس‌بنز مانند X6 یا کلاس-جی‌ال‌سی کوپه - «از نوعی شکل کامبک استفاده می‌کنند، اگرچه بخش انتهایی آنها برجستگی‌ها وقوس‌های بیشتری نسبت به یک کامبک اصیل دارد.»
خودروهایی که از کامبک بهره‌مند بوده‌اند شامل موارد زیر می‌شوند:

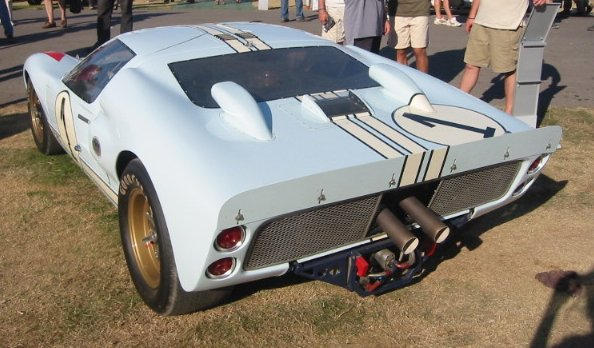
۱۹۶۴–۱۹۶۹ فورد GT40

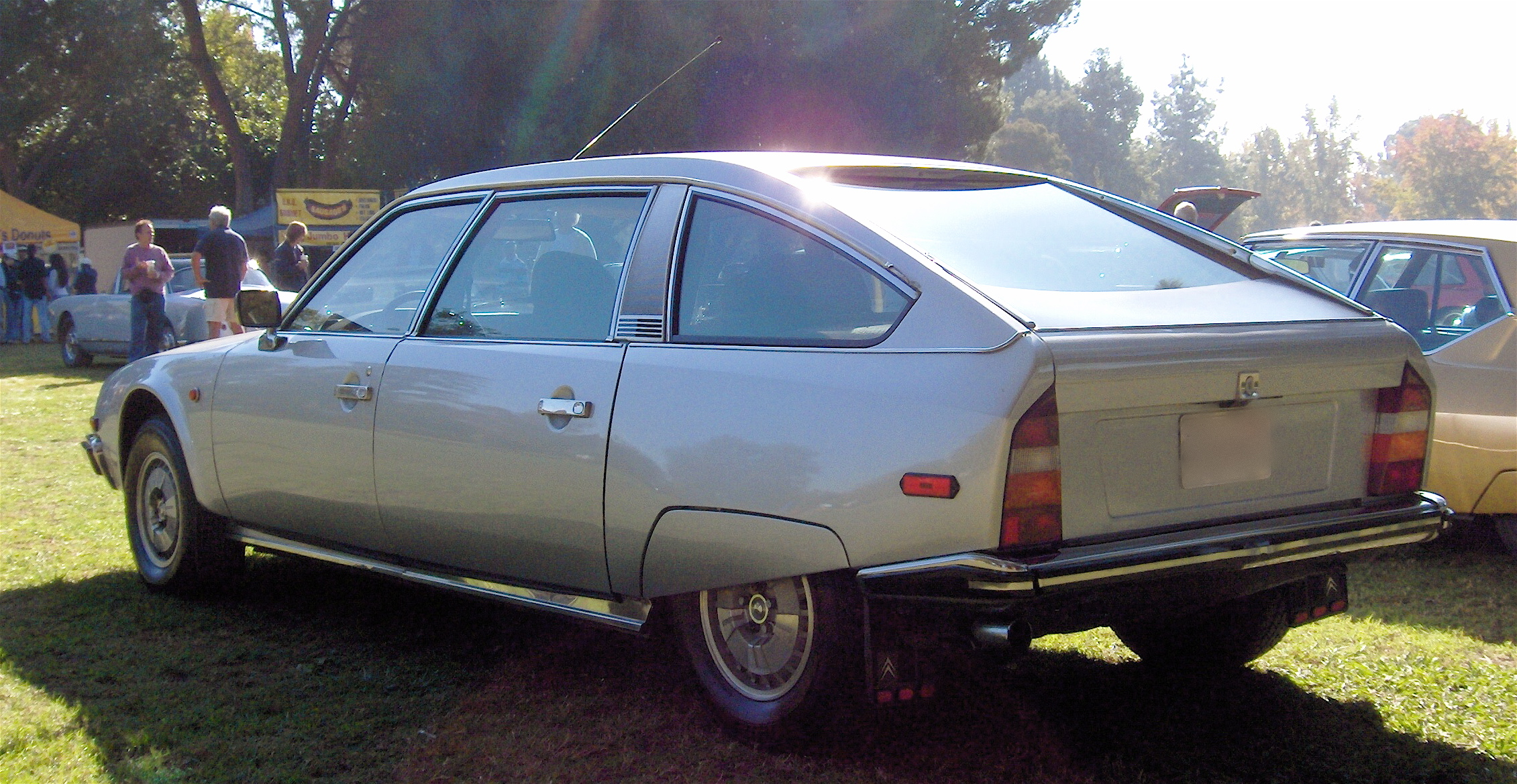
۱۹۷۴–۱۹۸۵ سیتروئن CX

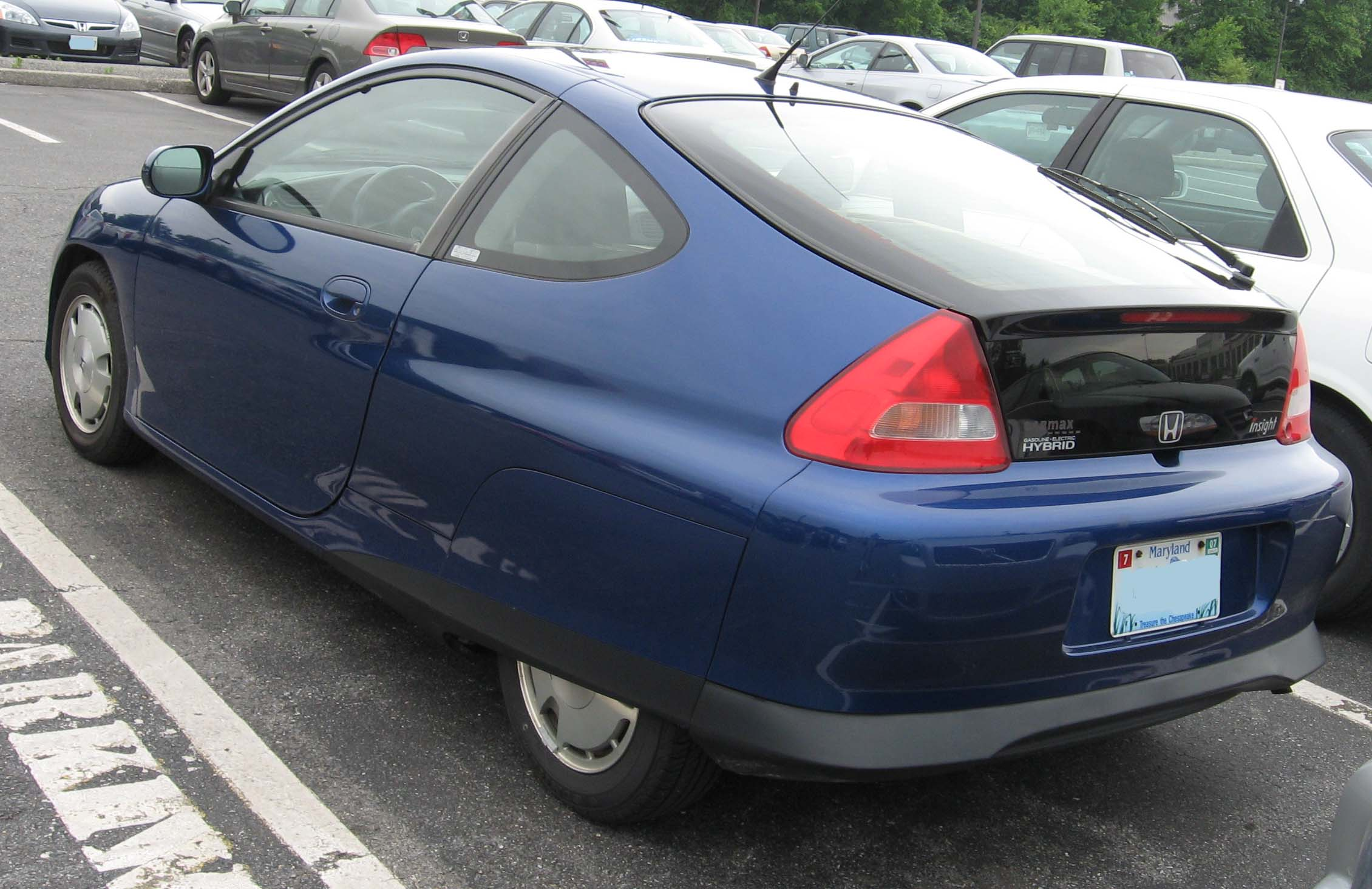
۲۰۰۰–۲۰۰۶ هوندا اینسایت

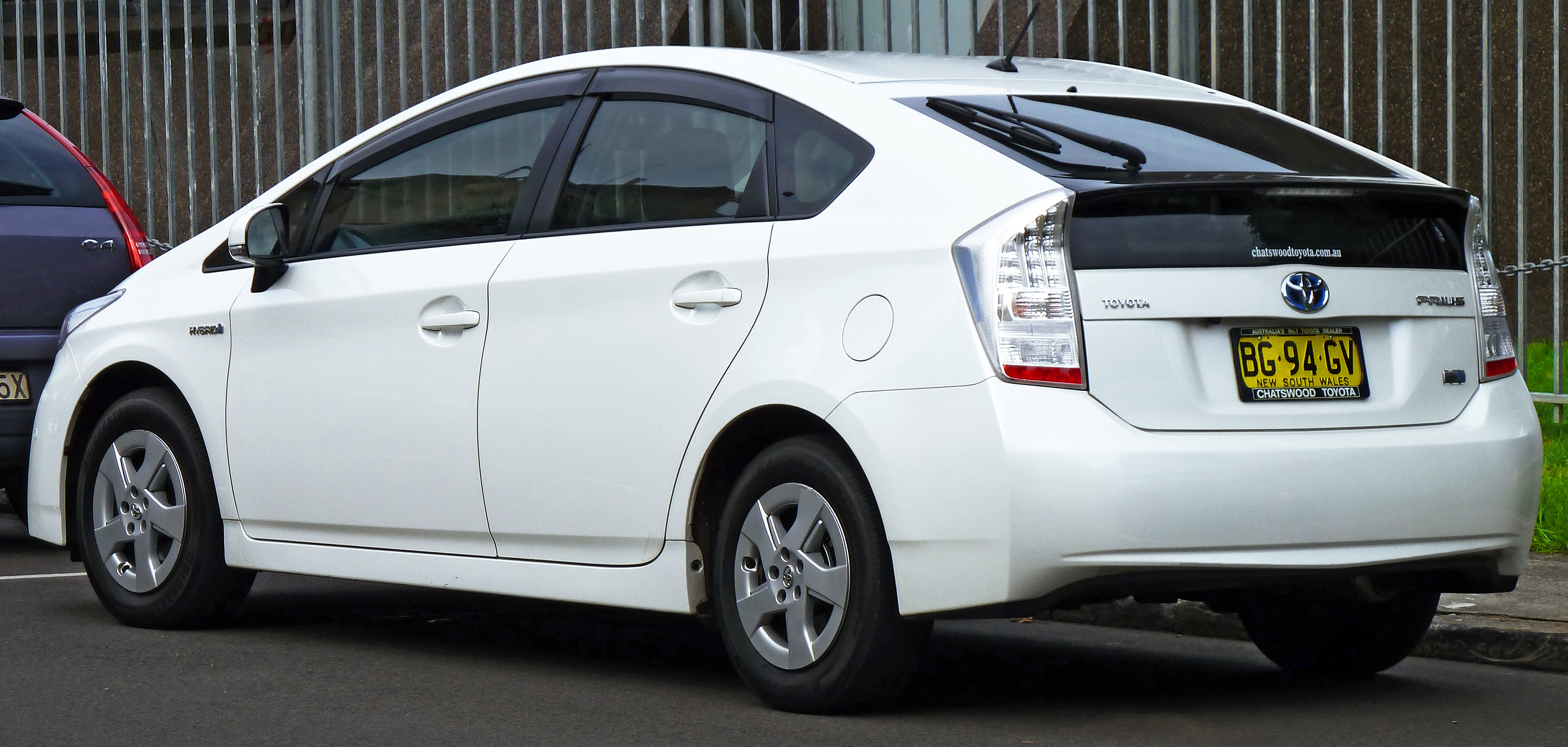
تویوتا پریوس ۲۰۰۹–۲۰۱۵

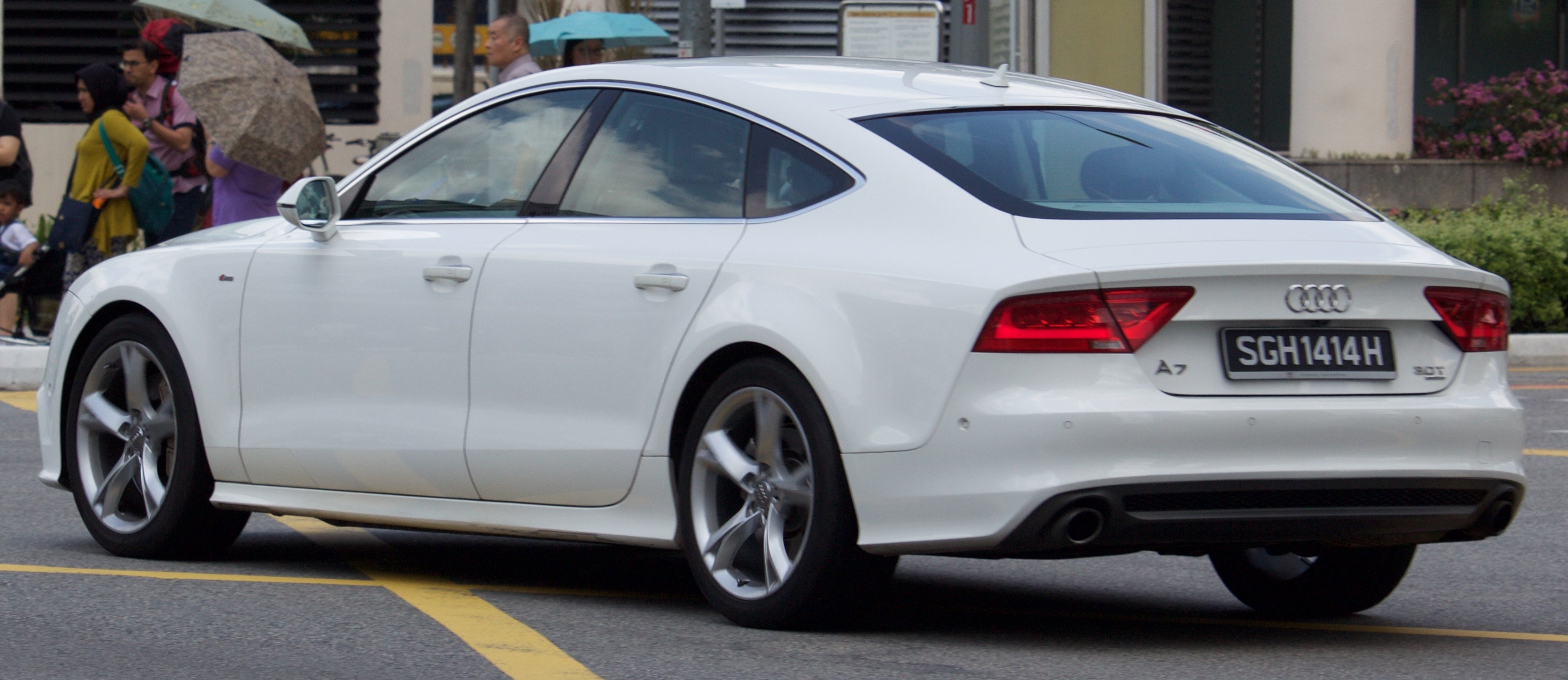
آئودی A7 2011

- ۱۹۴۰ BMW 328 " Mille Miglia " Kamm کوپه[۱][۲]
- ۱۹۵۲ کانینگهام C-4RK
- فراری 250 GT SWB Breadvan ۱۹۶۱
- ۱۹۶۲–۱۹۶۴ فراری 250 GTO
- آستون مارتین DP215 1963
- ۱۹۶۳–۱۹۶۴ پورشه ۹۰۴ کاررا GTS
- ۱۹۶۳–۱۹۶۷ آلفارومئو جولیا TZ
- ۱۹۶۳–۱۹۷۴ Bizzarrini Iso Grifo[۳]
- ۱۹۶۴–۱۹۶۵ شلبی دیتونا
- ۱۹۶۴–۱۹۶۸ فراری 275 GTB
- ۱۹۶۵–۱۹۶۸ فورد GT40[۴]
- ۱۹۶۵–۱۹۷۰ استون مارتین DB6
- ۱۹۶۵–۱۹۹۶، ۲۰۰۵–اکنون مینی مارکوس
- پورشه ۹۰۶ ۱۹۶۶
- 1966-1970 Unipower GT
- ۱۹۶۶–۱۹۷۴ Saab Sonett II و III[۵]
- ۱۹۶۷–۱۹۷۷ آلفارومئو تیپو ۳۳
- ۱۹۶۸–۱۹۷۳ فراری 365 GTB/4 ("Daytona")
- ۱۹۶۸–۱۹۷۶ فراری دینو
- ۱۹۶۸–۱۹۷۸ لامبورگینی اسپادا
- ۱۹۶۹–۱۹۷۱ فیات ۸۵۰ کوپه و اسپرت کوپه
- ۱۹۷۰–۱۹۷۵ سیتروئن SM
- ۱۹۷۰–۱۹۷۷ آلفارومئو مونترال
- ۱۹۷۰–۱۹۸۶ سیتروئن GS[۶]
- 1970–1978 Datsun 240Z, 260Z, 280Z
- ۱۹۷۱–۱۹۸۹ آلفا رومئو آلفاسود[۶]
- ۱۹۷۱–۱۹۷۳ فورد موستانگ فست بک
- ۱۹۷۲–۱۹۸۲ مازراتی خمسین
- ۱۹۷۲–۱۹۸۴ آلفارومئو آلفتا
- ۱۹۷۴–۱۹۹۱ سیتروئن CX
- ۱۹۸۳–۱۹۹۱ هوندا CR-X
- ۱۹۸۵–۱۹۹۵ Autobianchi Y10 / Lancia Y10
- ۱۹۸۶–۲۰۱۶ دوو لمانز
- مزدا MX-3 1991–1998
- ۱۹۹۴–۱۹۹۸ مزدا فامیلیا نئو/323C
- ۱۹۹۹–۲۰۰۵ آئودی A2
- ۲۰۰۰–۲۰۰۶ هوندا اینسایت
- ۲۰۰۴–اکنون تویوتا پریوس[۷]
- 2007-2015 رنو لاگونا III
- ۲۰۱۰–۲۰۱۴ هوندا اینسایت (نسل دوم)[۸]
- ۲۰۱۰–۲۰۱۶ هوندا CR-Z
- ۲۰۱۰–اکنون آئودی A7
- هیوندای ولستر ۲۰۱۲–۲۰۲۲
- هیوندای آیونیک ۲۰۱۷–۲۰۲۲
- کیا استینگر 2018–2023[۹]
- ۲۰۲۰–تاکنون تسلا مدل Y
- ۲۰۲۰–اکنون فورد موستانگ Mach-E[۱۰][۱۱]
- ۲۰۲۴ - اکنون Li Auto MEGA